# Gran Prix Internacional del CMLL
El Gran Prix Internacional del CMLL (CMLL International Gran Prix en inglés) es un torneo anual organizado por el Consejo Mundial de Lucha Libre (CMLL), la empresa de lucha libre mexicana, que se celebró de 1994 a 2008, aunque no hubo torneo en 1999, 2000, 2001 y 2004. El torneo fue inspirado en el torneo "International Wrestling Gran Prix" de New Japan Pro-Wrestling en la década de 1980. Desde 1994 hasta 1998, el Gran Prix fue un torneo de eliminación única que contó con una mezcla de luchadores mexicanos e internacionales, algunos que trabajaron para CMLL regularmente y otros que fueron invitados específicamente para el torneo.
A partir de 2002 y en el formato se cambió a un torneo cibernético, un partido de 16 hombres con un lado que representa a México y el otro lado compuesto por luchadores "internacionales". Tres personas han ganado el Gran Prix dos veces, Rayo de Jalisco Jr., Último Guerrero y [Volador Jr.]. En 2008, donde los luchadores de Total Nonstop Action Wrestling (TNA) participaron en el lado "Internacional". Alex Shelley de TNA derrotó a Último Guerrero para ganar el Gran Premio de 2008.

## Lista de ganadores
| Año  | Luchador            | # | Fecha                    |
| ---- | ------------------- | - | ------------------------ |
| 1994 | Rayo de Jalisco Jr. | 1 | 15 de abril de 1994      |
| 1995 | Headhunter A        | 1 | 7 de julio de 1995       |
| 1996 | El Hijo del Santo   | 1 | 5 de julio de 1996       |
| 1997 | Steel               | 1 | 4 de abril de 1998       |
| 1998 | Rayo de Jalisco Jr. | 2 | 14 de agosto de 1998     |
| 2002 | Máscara Mágica      | 1 | 22 de marzo de 2002      |
| 2003 | Dr. Wagner Jr.      | 1 | 9 de mayo de 2003        |
| 2005 | Atlantis            | 1 | 23 de septiembre de 2005 |
| 2006 | Último Guerrero     | 1 | 12 de mayo de 2006       |
| 2007 | Último Guerrero     | 2 | 11 de mayo de 2007       |
| 2008 | Alex Shelley        | 1 | 26 de julio de 2008      |
| 2016 | Volador Jr.         | 1 | 1 de julio de 2016       |
| 2017 | Diamante Azul       | 1 | 1 de septiembre de 2017  |
| 2018 | Michael Elgin       | 1 | 5 de octubre de 2018     |
| 2019 | Volador Jr.         | 2 | 30 de agosto de 2019     |
| 2022 | Volador Jr.         | 3 | 18 de agosto de 2022     |
| 2023 | Místico             | 1 | 18 de agosto de 2023     |
| 2024 | Claudio Castagnoli  | 1 | 23 de agosto de 2024     |